# Sarah Jones (Schauspielerin, 1983)

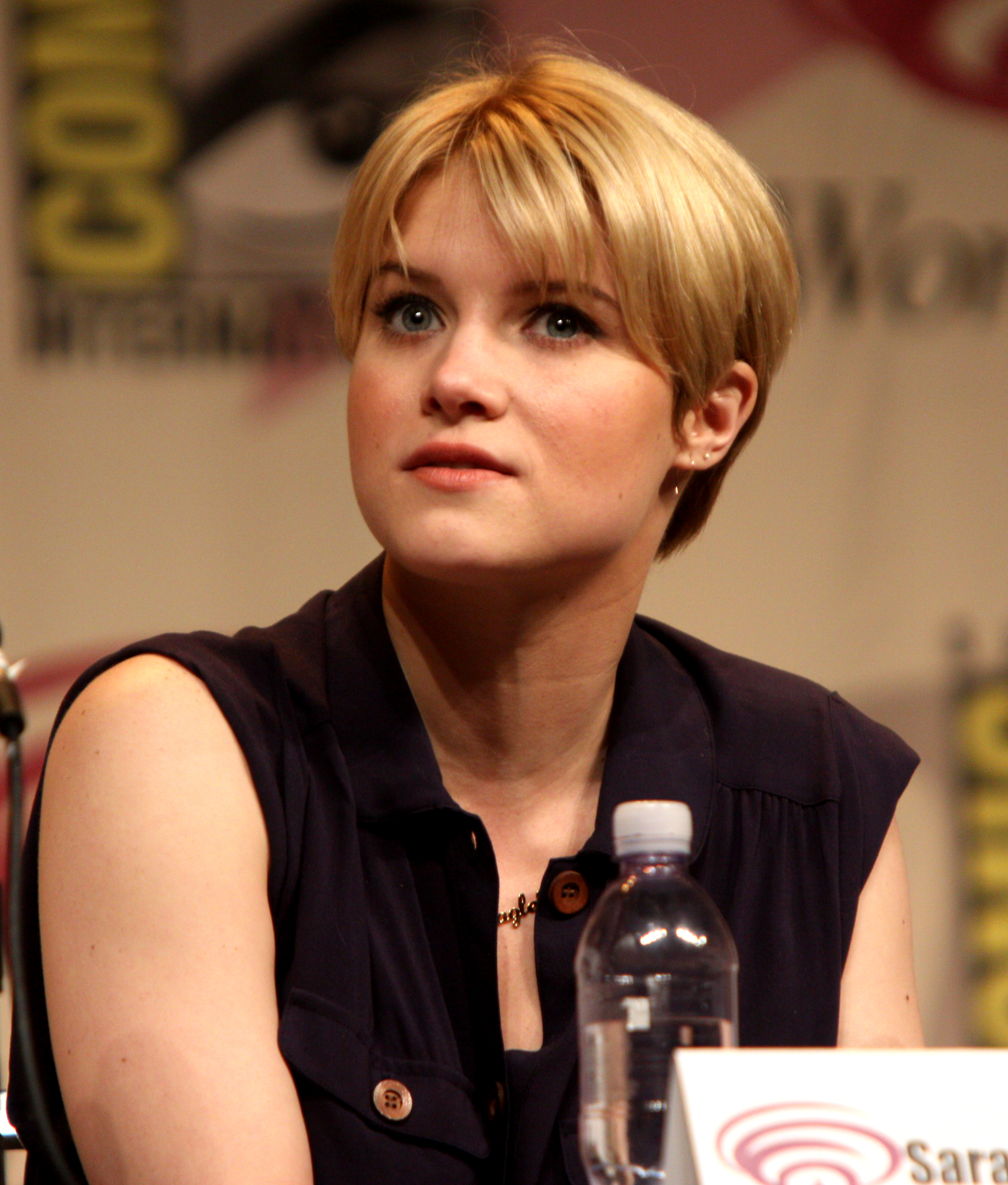
Sarah Jones auf der Wondercon 2012

Sarah Jones (* 17. Juli 1983 in Winter Springs, Florida) ist eine US-amerikanische Schauspielerin.

## Leben und Karriere
Sarah Jones wurde im Juli 1983 in Winter Springs, einer Kleinstadt im US-Bundesstaat Florida, geboren. 2001 schloss sie dort die Highschool ab. Ihre ersten Auftritte hatte Jones als Gastdarstellerin in verschiedenen Fernsehserien und Fernsehfilmen wie Medical Investigation, Cold Case – Kein Opfer ist je vergessen, Huff – Reif für die Couch, Sixty Minute Man und Alles Betty!. Von 2006 bis 2007 hatte sie in neun Episoden der HBO-Serie Big Love eine Nebenrolle als Brynn inne. 2007 war sie im Hallmark-Channel-Fernsehfilm Murder 101: College Can Be Murder als Danya Rosovitch zu sehen, bevor sie in der kurzlebigen Dramedy-Serie The Wedding Bells die jüngste von drei Schwestern spielte, die zusammen als Hochzeitsplaner arbeiten. Ebenfalls 2007 hatte sie Auftritte in den Independentfilmen The Blue Hour und Still Green, wobei sie für letzteren zusammen mit der restlichen Besetzung den Spirit of the Independent Award beim Fort Lauderdale International Film Festival in der Kategorie Best Ensemble gewinnen konnte. Bis 2011 folgten kleinere Rollen in Fernsehserien und -filmen wie The Riches, Love Takes, Sons of Anarchy, Dr. House und Red & Blue Marbles.
Im Januar 2012 begann der US-Sender Fox die Ausstrahlung der Mysteryserie Alcatraz mit Jones in der Hauptrolle der Rebecca Madsen. Die zunächst gut gestartete Serie verlor in den folgenden Wochen über die Hälfte ihres Publikums, sodass der Sender Fox die Serie bereits nach einer Staffel wieder einstellte. Bereits wenige Monate später erhielt sie die Hauptrolle der Mia Rizzo in der CBS-Krimiserie Vegas. In dieser Rolle war sie von September 2012 bis Mai 2013 zu sehen.

## Filmografie (Auswahl)
- 2004: Medical Investigation (Fernsehserie, Episode 1x09)
- 2005: Cold Case – Kein Opfer ist je vergessen (Cold Case, Fernsehserie, Episode 2x14)
- 2005: Für alle Fälle Amy (Judging Amy, Fernsehserie, Episode 6x17)
- 2006: Sixty Minute Man (Fernsehfilm)
- 2006: Huff – Reif für die Couch (Huff, Fernsehserie, 4 Episoden)
- 2006: Alles Betty! (Ugly Betty, Fernsehserie, Episode 1x02)
- 2006: Cain and Abel
- 2006–2007: Big Love (Fernsehserie, 9 Episoden)
- 2007: Murder 101: College Can Be Murder (Fernsehfilm)
- 2007: The Wedding Bells (Fernsehserie, 4 Episoden)
- 2007: The Blue Hour
- 2007: Still Green
- 2008: The Riches (Fernsehserie, 3 Episoden)
- 2009: Love Takes (Fernsehfilm)
- 2009: Love Finds (Fernsehfilm)
- 2009: Sons of Anarchy (Fernsehserie, 6 Episoden)
- 2010: Dr. House (House, Fernsehserie, Episode 6x18)
- 2011: Red & Blue Marbles
- 2011: Justified (Fernsehserie, Episode 2x02)
- 2012: Kendra (Fernsehserie, 8 Episoden)
- 2012: Alcatraz (Fernsehserie, 13 Episoden)
- 2012–2013: Vegas (Fernsehserie, 20 Episoden)
- 2013: Mr. Jones
- 2013: Lauren (Fernsehserie, 2 Episoden)
- 2013: Up the Valley and Beyond (Kurzfilm)
- 2014: Return to Zero
- 2015: Texas Rising (Miniserie, 4 Episoden)
- 2016: The Path (Fernsehserie, 10 Episoden)
- 2017–2018: Damnation (Fernsehserie, 10 Episoden)
- 2019–2021: For All Mankind (Fernsehserie, 20 Episoden)
- 2020: Unsere verlorenen Herzen (Chemical Hearts)
- 2024: Ein ganzer Kerl (A Man in Full, Fernsehserie, 6 Episoden)